# Jen Psaki
Jennifer Rene "Jen" Psaki (Stamford, Connecticut; 1 de diciembre de 1978) es una presentadora de televisión y asesora política estadounidense que se desempeñó como secretaria de prensa de la Casa Blanca entre enero de 2021 y mayo de 2022 y se unió en la cadena MSNBC. Previamente, fue la directora de comunicaciones de la Casa Blanca entre 2015 y enero de 2017. Anteriormente, ejerció como portavoz del Departamento de Estado de los Estados Unidos, y se ha desempeñado en varios puestos de prensa y comunicaciones de la presidencia de Barack Obama. También se ha desempeñado como comentarista política en CNN.

## Biografía

### Primeros años
De ascendencia griega y polaca, nació en Stamford, Connecticut. Se graduó en el Greenwich High School en 1996 y el College of William and Mary en el 2000. Es miembro de la hermandad Chi Omega. En William & Mary, fue nadadora de espalda para el equipo atlético William & Mary Tribe durante dos años.

### Carrera
Comenzó su carrera política en 2001 con las campañas de reelección de Tom Harkin y Tom Vilsack, quienes buscaban la reelección a senador y gobernador, respectivamente. Luego se convirtió en subsecretaria de prensa de la campaña presidencial de 2004 de John Kerry. De 2005 a 2006, sirvió como directora de comunicaciones del representante Joseph Crowley y como secretaria de prensa regional para el Comité de Campaña Demócrata del Congreso.
Fue secretaria de prensa de la campaña presidencial de Barack Obama de 2008, recorriendo todo el territorio estadounidense. Después de que Obama ganó la elección, este, nombró a Psaki como subsecretaria de Prensa de la Casa Blanca y fue promovida a subdirectora de Comunicaciones el 19 de diciembre de 2009. El 22 de septiembre de 2011, dejó el cargo para convertirse en vicepresidente sénior y directora gerente de la oficina ubicada en Washington D. C. de la agencia de relaciones públicas de la empresa Global Strategy Group.
En 2012, regresó a la comunicación política como secretaria de prensa de la campaña de reelección de Obama. El 11 de febrero de 2013, se convirtió en portavoz del Departamento de Estado de los Estados Unidos. Su desempeño en el Departamento de Estado alimentó las especulaciones de que probablemente reemplace al secretario de prensa de la Casa Blanca, Jay Carney, cuando este se retiró, pero el 30 de mayo de 2014, se anunció que Josh Earnest sería el reemplazo.

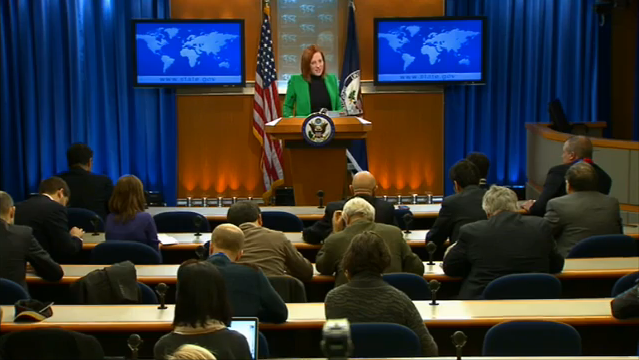
Psaki en una conferencia de prensa.

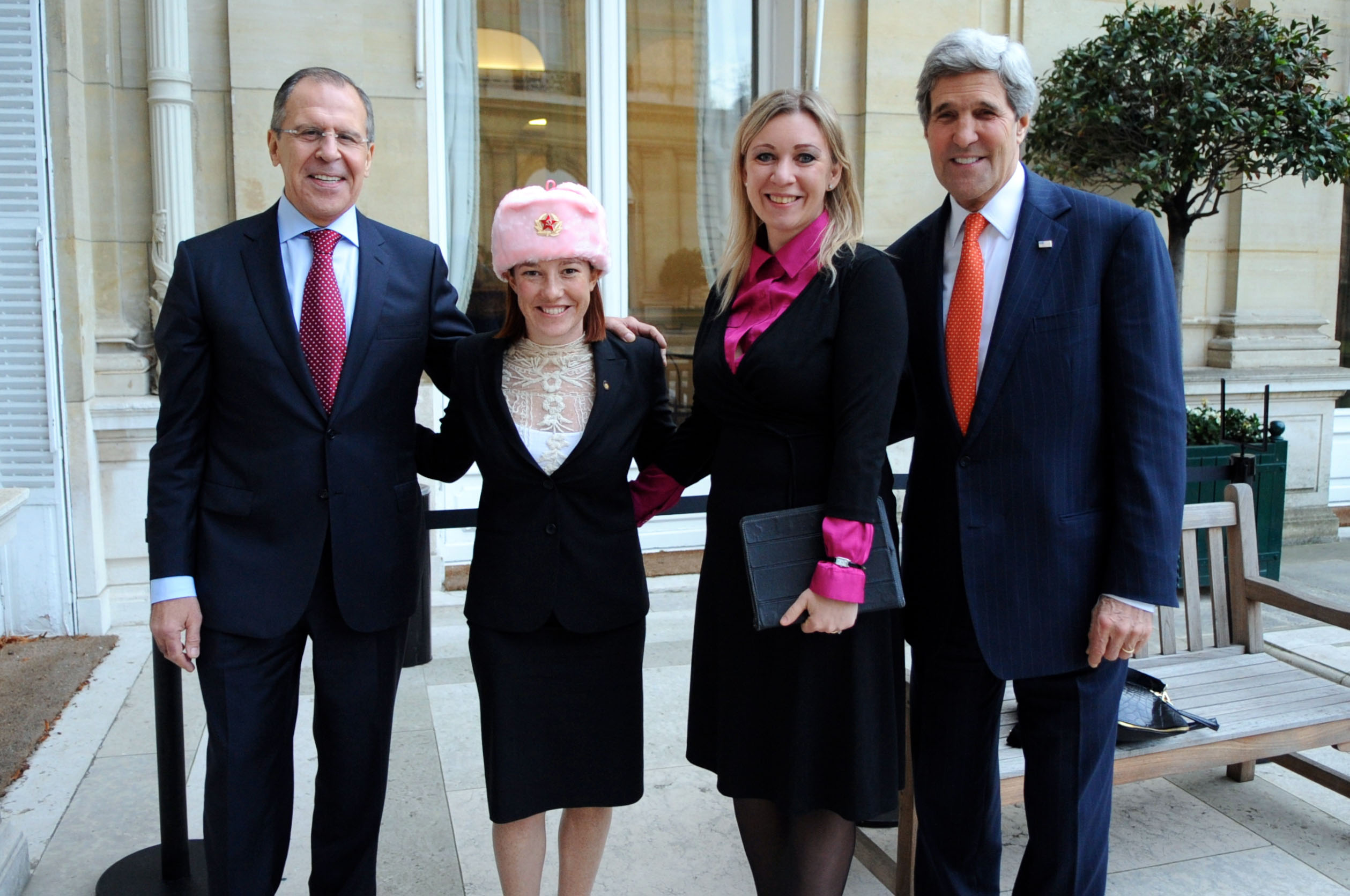
De izquierda a derecha: Serguéi Lavrov, Jen Psaki, Maria Zakharova y John Kerry, en París, Francia, en enero de 2014. Psaki lleva puesta una ushanka regalada por su homóloga rusa.

En 2014, a raíz del referéndum sobre el estatus político de Donetsk y Lugansk de 2014, declaró que «ninguna nación civilizada reconocerá los resultados. Y si Rusia da un paso más para volver a representar su ilegal anexión de Crimea en el este o el sur de Ucrania y envía más fuerzas sobre la frontera, seguirán las duras sanciones de Estados Unidos y la Unión Europea».
Durante el conflicto entre la Franja de Gaza e Israel de 2014 criticó al gobierno de Israel tras bombardear una escuela de las Naciones Unidas en Gaza. En un comunicado, calificó el ataque de «desgraciado» y dijo que «las coordenadas de la escuela habían sido comunicadas de manera repetida» al ejército israelí. En otra parte del comunicado, instó a Israel a «hacer más para cumplir con sus propios estándares y evitar muertes civiles. La sospecha de que militantes [de Hamás] están operando en las cercanías no justifica ataques que ponen en riesgo las vidas de tantos civiles inocentes».
En diciembre de 2014, tras darse a conocer la participación de Cuba en la VII Cumbre de las Américas en Panamá, advirtió implícitamente que la asistencia de Cuba de la cumbre sería «una burla del espíritu de la Carta Democrática Interamericana». Sin embargo, fue desmentida luego por otro funcionario del Departamento de Estado quien dio a entender «tácitamente» que Estados Unidos no se oponía a la participación de Cuba en la cumbre.
En marzo de 2015, realizó una rueda de prensa sobre un intento de golpe de Estado frustrado contra el presidente de Venezuela, Nicolás Maduro. Allí dijo que «como política de larga data, Estados Unidos no apoya transiciones por medios inconstitucionales. Las transiciones políticas deben ser democráticas, pacíficas y legales». Lo cual produjo diversas reacciones entre los periodistas allí presentes. Miguel Tinker Salas, historiador y escritor, tildó las declaraciones como «ridículas».
Fue asesora de la consultora de estrategia WestExec Advisors, que tiene estrechos vínculos con la industria militar.
Maria Zajárova, portavoz del Ministerio de Asuntos Exteriores de Rusia, ha sido comparada con Psaki en la prensa rusa.
El 5 de mayo de 2022, la Casa Blanca, anunció que dejaría el cargo de secretaria de prensa de la Casa Blanca para unirse a la cadena MSNBC. Dejó el cargo oficialmente el 13 de mayo.

### Vida personal
En 2010, se casó con Gregory Mecher, director financiero adjunto del Comité de Campaña Demócrata del Congreso de los Estados Unidos y tienen 2 hijos.